# Пољска железница
Пољска железница или преносна железница је железница уског колосека (обично 600mm) направљена од елемената који се могу лако и брзо преносити, постављати и уклањати, због чега је погодна за повезивање са обичном железницом у рату. Највише су коришћене у Првом светском рату.
Пољске железнице су се градиле уз минималне земљане радове, тако што би се траса много више прилагођавала терену него код обичне железнице. Као доњи строј колосека би се користило са̂мо тло са којег је уклоњен хумус, или неки већ постојећи пут, а засторна призма се не би ни постављала. Брзина грађења била би око два километра дневно.
Пољске железнице прво су коришћене у Руско-јапанском рату. Међутим, до изражаја су дошле посебно у Првом светском рату, када су биле коришћене на свим фронтовима, првобитно за достављање муниције тврђавама, али касније и за снабдевање јединица на фронту, при чему би железница могла доћи до самог рова. Укупно је на Западном фронту било направљено 1780km пољских железница, а на Солунском 862km. У Другом светском рату нису се користиле.